# Cratere Von Zeipel
Von Zeipel è un cratere lunare di 83,41 km situato nella parte nord-orientale della faccia nascosta della Luna.